# 燕云乡
燕云乡，是中华人民共和国四川省阿坝藏族羌族自治州松潘县下辖的一个乡镇级行政单位。

## 行政区划
燕云乡下辖以下地区：
卡龙村、卡亚村和色贡村。